# Can Corbera
Can Corbera es una urbanización del municipio de Viladecavalls en el Vallés Occidental, situada en la parte norte del término, debajo del monte de la Barrumbina. Está separada de la urbanización de la Planassa, por el sur, por la vía del tren Barcelona-Manresa que la atraviesa y por la autopista C-16 Tarrasa-Manresa. En este núcleo está la estación de ferrocarril de Viladecavalls, y está comunicada con el pueblo de Viladecavalls y con la autovía de la Bauma o carretera C-58.
En 2008 había 278 personas censadas. La urbanización se creó en terrenos de la masía de Can Corbera, una de las principales del término.
Desde este núcleo se accede a la curiosa masía de Casa Boixeres, situada en la cima de la sierra de Collcardús, actualmente convertida en restaurante para grandes celebraciones, es una casa señorial de principios del siglo XX de líneas clásicas, de estilo modernista, en la que destacan la torre-mirador y una pequeña capilla adosada.
- Datos: Q8261333